# كامل منصور الكعبي
كامل منصور الكعبي (1940 -)، من مواليد بغداد العراق، هو شاعر شعبي، ومذيع وصحفي وكاتب أعمال تلفزيونية عراقي، له العديد من الكتب المطبوعة والبحوث المنشورة في مجال الشعر والأدب والشعر الشعبي في العراق والشرق الأوسط، عمل صحفياً ومذيع ومقدم برامج في راديو بغداد سنة 1967، كتب أعمالاً تلفزيونية، وأوبريتات وأغان لعدة مطربين، عرف بمؤرخ الشعراء الشعبيين في العراق، له مساجلات شعرية معروفة ومنشورة مع كبار الشعراء الشعبيين في العراق.

## مؤلفاته
آثاره المطبوعة:
1. قصائد وطنية 1959 شعر
2. قناديل 1964 شعر
3. سواجي الروح 1972 شعر
4. ملحمة الخلود 1973 شعر
5. من أعلام الأدب الشعبي- دراسات 1992
6. الابوذيه ومراحل تطورها 1999 دراسات
7. سفينة النجاة 2006 شعر
8. مسرحية دعبل الخزاعي 1978
9. أيام السفر، مشاهداتي لبعض الدول العربية والاجنبية 1968-1976
10. قبيلة بني كعب ماضيا وحاضرا
11. أمثالنا في الشعر الشعبي
12. العيون في الابوذيه
13. أبوذيات الكعبي
14. نفائس الموال العراقي
15. كتاب الشعر الملمع
16. كتاب المساجلات الشعرية في الشعر الشعبي.